# Stacy Prammanasudh
Pour les articles homonymes, voir Stacy.
Stacy Prammanasudh, née le 23 septembre, 1979 à Enid Oklahoma, est une golfeuse américaine

## Palmarès

### Solheim Cup
- Qualifiée pour la Solheim Cup 2007

### LPGA Tour
- 2005  Franklin American Mortgage Championship
- 2007  Fields Open in Hawaii

### Autres victoires
- 2003 Frye Chevrolet Classic, Lincoln Financial Futures Golf Classic (Futures Tour)